# Der Tod eines Handlungsreisenden
Der Tod eines Handlungsreisenden ist ein US-amerikanisches Drama aus dem Jahr 1951. Es ist eine Literaturverfilmung des gleichnamigen Theaterstücks von Arthur Miller.

## Handlung
Nach einer langen und harten Arbeitsreise kommt Willy Loman nachts wieder zu Hause an. Er wird von seiner liebevollen Frau Linda empfangen. Erschöpft erzählt er, dass er in vier Stunden wieder los müsse. Als 60-jähriger Mann sollte man sicherlich keine so enormen Reisestrapazen mehr auf sich nehmen. Nachdem er Jahrzehnte seines Lebens für das Unternehmen aufopferte, will er endlich auch in New York City arbeiten. Allein die Zeit, die man durch die verkürzte Reise sparen könnte. Ihm kommt es allerdings gerade ungelegen, dass seine beiden nichtsnutzigen Söhne nach einem ausgelassenen Abend wieder nach Hause kommen. Während er hart arbeite, solle sein Ältester, Biff Loman, endlich wieder sein Leben in den Griff bekommen und sein volles Potential ausschöpfen. Dieser will allerdings weniger den Idealen seines Vaters entsprechen und lieber von seiner Hände Arbeit leben, vielleicht auf einer Farm. Vielmehr machen sich Biff und sein jüngerer Bruder Happy Sorgen um die geistige Gesundheit ihres Vaters. Ständig schreit er in Selbstgesprächen und schimpft dabei immer wieder mit Biff.
Dabei schwelgt Willy nur etwas zu lebhaft in seinen Erinnerungen, als die Zeiten noch einfach und die Hoffnungen auf die Zukunft großartig waren. Zwar arbeitete er damals auch zehn bis zwölf Stunden am Tag und das Geld war schneller ausgegeben als verdient, aber er hatte immer großen Wert auf die Erziehung seiner Söhne gelegt, denen es einmal besser ergehen sollte als ihm. Sie sollten einst das Glück seines Bruders Ben teilen. Als dieser 17 Jahre alt war, ging er in den Dschungel und kam als 21-Jähriger als reicher Mann wieder. Ihm eiferte Willy sein Leben lang nach. Ihn wollte er auch immer mit seinen Söhnen beeindrucken, insbesondere Biff. Und ihn fragt er auch um Rat, wie er seine Söhne besser erziehen könne, damit sie ein ebenfalls so erfolgreiches Leben führen können wie er.
All diese Halluzinationen, Erinnerungen und Hoffnungen erlebt er so lebhaft, dass seine Familie es immer mitbekommt. Biff und Happy halten ihn für geisteskrank und charakterlos, doch Linda will davon nichts wissen. Ihr Mann sei in seinem Leben an seinen eigenen Ansprüchen gescheitert und habe nur noch Ablehnung erfahren. Es koste viel Charakter ständig seinen Nachbarn Charley um Geld zu bitten, damit er seiner Familie trotzdem noch vormachen könne, genug Geld zu verdienen, um sie versorgen zu können. Er habe so viele Demütigungen erfahren, dass er sich gar selbst das Leben nehmen wollte. Um einen zweiten Versuch zu verhindern, erklärt Biff sich bereit, den Ansprüchen seines Vaters zu genügen. Er verspricht sich mit seinem alten Jugendfreund Bill Oliver zu treffen, um sich Geld für eine Geschäftsidee zu leihen. Willy ist sofort begeistert. Er rät ihm, wie er sich zu verhalten habe und dass er nicht mehr weniger als 15.000 verlangen solle.
Wenn sein Sohn schon so viel Mut aufbringe, einen Neuanfang zu starten, könne dies auch Willy. Also trifft er sich am nächsten Morgen mit Howard Wagner, seinem Boss, um endlich eine bessere Stelle zu erhalten, schließlich habe er Jahrzehnte seines Lebens für die Firma aufgeopfert. Er hatte damals ein Angebot seines Bruders Ben, in Alaska erfolgreicher Geschäftsmann werden zu können, abgelehnt, nur um für Howards Vater arbeiten zu können. Doch Howard ist wenig interessiert und lehnt anhand von Willys schlechten Verkaufszahlen auch ab. Als Willy daraufhin wütend wird, entlässt ihn Howard mit der Begründung, dass er so nicht seine Firma repräsentieren könne. Willy ist niedergeschlagen und flüchtet sich erneut in seine Erinnerungen. All seine Hoffnungen ruhen jetzt auf Biff, der doch einst ein so guter Footballspieler war und an der University of Virginia studierte. Bei seinem anschließenden Besuch bei Charley, wo Willy seine wöchentlichen 50 US-Dollar erhält und mal wieder aus Stolz heraus ein Angebot Charleys doch für ihn zu arbeiten ablehnt, fragt Willy auch gleich, warum dessen Sohn so unglaublich erfolgreich ist. Schließlich verteidigt Bernhard bald als Anwalt seinen ersten Fall vor dem Obersten Gerichtshof. Aber Charley hat nur eine Antwort. Er habe es nie von seinem Sohn gefordert und ihn gedrängt, sondern immer darauf vertraut, dass er sich richtig entscheiden werde. Doch Willy fühlt sich dadurch angegriffen und brüllt ihn an, dass sein Sohn auch bald Erfolg haben werde. Erst heute hatte er ein Finanzierungsgespräch für eine Geschäftsidee und er werde sich gleich mit ihm treffen.
Derweil trifft sich bereits Biff mit Happy in einem Café. Biff erklärt seinem Bruder, dass er das Geld nicht bekomme. Oliver konnte sich nicht einmal mehr an ihn erinnern. Viel schlimmer noch, musste er doch gerade feststellen, dass sein ganzes Leben eine Reihenfolge von Versagen und Scheitern sei. Er werde aber keine weitere Lüge mehr leben und seinen Vater endlich mit der Wahrheit konfrontieren. Doch als sein Vater dazukommt und es erfährt, flüchtet er erneut in eine Erinnerung und hört gar nicht mehr zu und geht wieder. Von der Angst gepackt, dass sich Willy umbringen will, folgt ihm Biff. Happy hingegen kümmert sich wenig um das Schicksal seines Vaters. Er flirtet lieber mit der schönen Miss Forsythe. Als er abends nach Hause kommt, muss er sich dafür Vorwürfe seiner Mutter gefallen lassen, ob er sich nicht sorge, ob sein Vater lebe oder sterbe.
Biff will endlich und endgültig seine Familie verlassen. Es war einst die Erfahrung, dass sein Vater eine Affäre mit einer anderen Frau hatte, weswegen er die Sommerschule nicht besuchte, nicht aufs College ging und anschließend von einem Gelegenheitsjob zum nächsten wechselte, immer mit den Worten seines Vaters im Hinterkopf, ein Mann zu sein, der andere führe. Aber es war die Erziehung seines Vaters, die dazu führte, dass er drei Monate im Gefängnis verbrachte und vom falschen Ehrgeiz getrieben nie glücklich wurde. Er werfe jetzt sein Leben nicht weg. Er will einfach nur glücklich werden und von ihm befreit leben können. Das sagt Biff mit solcher emotionalen und tränenerschütternden Wut, dass Willy erkennt, dass Biff ihn die ganze Zeit liebte. Das hat ihn wirklich überrascht. Er hört nicht mehr, als Linda ihn bittet doch mit ins Bett zu kommen, sondern fährt stattdessen mit seinen Halluzinationen und seinem Auto in die Stadt und in den Tod. Zur Beerdigung kommt anschließend keiner. Linda ist tieftraurig, schließlich habe man jetzt endlich die letzte Rate des Hauses abbezahlt. Nur wohne außer ihr jetzt keiner mehr drin.

## Kritik
Bosley Crowther von der New York Times meinte, dass es sich um einen „düster deprimierenden Film“ handele, der dafür „gefeiert werden sollte, dass er einen in den Whirlpool [des] Lebens peitscht.“ Er lobte das Drama und insbesondere auch die Originaltreue des Films, der gegenüber dem Theaterstück „einen Vorteil“ hätte, er könne den Schmerz noch besser einfangen. Neben den Darstellerleistungen fand er lobende Worte für die Produzenten und die Entscheidung, so nah wie möglich werkgetreu zu verfilmen.
Das Lexikon des internationalen Films meinte: „Der Film veranschaulicht, über die ausgezeichnete schauspielerische Darstellung hinaus, durch die Bildreflexion und Montage die psychischen Stimmungsschwankungen zwischen Wunschdenken und Realität.“
Der Evangelische Film-Beobachter zog folgendes Fazit: „Die Geschichte eines Handlungsreisenden, der aus der Nüchternheit seines Lebens in die Illusion flüchtet und darüber zugrunde gehen muß, ist eine beispielhafte Aussage über die Situation des modernen Menschen. Zum Nachdenken bereiten Menschen etwa ab 17 zu empfehlen.“

## Auszeichnungen (Auswahl)
Oscarverleihung 1952
- Bester Hauptdarsteller: Nominierung für Fredric March
- Bester Nebendarsteller: Nominierung für Kevin McCarthy
- Beste Nebendarstellerin: Nominierung für Mildred Dunnock
- Beste Kamera: Nominierung für Fanz Planer
- Beste Filmmusik: Nominierung für Alex North

Golden Globe Awards 1952
- Bester Hauptdarsteller – Drama: Fredric March
- Beste Regie: László Benedek
- Bester Nachwuchsdarsteller: Kevin McCarthy
- Beste Kamera: Franz Planer

British Academy Film Award 1953
- Bester ausländischer Darsteller: Nominierung für Fredric March
- Bester adaptierte Film: Nominierung

Weitere Auszeichnungen
- Film des Monats Juli 1953; Evangelische Filmgilde